# Reggaeton
Reggaeton (ve španělštině známý také jako reguetón) je hudební styl pocházející z Portorika. Za jeho předchůdce je považován reggae en español původem z Panamy. Reggaeton mísí prvky reggae a dancehall se styly typickými pro Latinskou Ameriku, jako jsou bomba, plena, salsa, merengue, latin pop, cumbia a bachata, stejně jako hip hop, R&B a electronicu. Má specifický rytmus a beat, označovaný jako „Dem Bow“. Tento hudební žánr je nejvíce spjat s Portorikem, kde se proslavil a kde působí největší reggaetonová komunita. Největší rozmach zaznamenal v roce 2004, kdy výrazněji pronikl do Spojených států a do Evropy, kde se záhy stal velmi populární.

## Dělení
Reggaeton má specifické hudební rysy, které jsou pro něj charakteristické, jako je výrazný bubnový podtext, jenž má pravidelný rytmus. Typické jsou i krátké pauzy a zpívané pasáže skoro bez doprovodu. Všechny písně neobsahují stejné prvky, a proto lze reggaeton blíže rozdělit na:
a) dark reggaeton („temný reggaeton“) – používá„temné" pozadí s výraznými bubny (beaty); častá jsou zvolání podobná těm, která používá rap; má blíže pak právě k němu a stylům jako hip hop a R&B.
b) soft reggaeton („měkký reggaton“) – charakteristické jsou pro něj zpívané pasáže; hudební doprovod není tak tísněný, striktní; stylově se blíží k rumbě, bachatě a POPu.
c) reggaeton gitano – tento styl se vyznačuje kombinací prvků reggaetonu a stylu romane gila (romská hudba) z Latinské Ameriky, který je trochu odlišný od evropského. Jedná se o mix bubnů a stylu, který používají například Gipsy Kings.
d) reggaeton romantico – svým stylem se blíží bachatě, rumbě. Tvoří základní prvek pro styly jako je bachaton, rumbaton, cumbiaton nebo například salsaton. Zde se vytváří mix obou hudebních stylů.
e) reggaeton clásico – patří do středního vývojového období. Jedním z hlavních představitelů je Don Omar. Vyznačuje se jednotvárným beatovým podtextem, který doplňují pravidelné zpívané sloky.
f) reggaeton antiguo – je spjat s reggaetonem clásico. Jedná se spíše o charakteristiku prvních vznikajících zpěváků. Rytmicky je opět pravidelný s pravidelnými beaty, pauzami i zpívanými pasážemi.
g) reggaeton house – rytmický podtext reggaetonu a jeho pravidelné sestavení beatů se používá v řadě moderních hudebních stylů. Jedná se například o doplňující část nebo i o celý podtext. Jde například o R&B, pop, ale i třeba house. Ve spojení s elektro housem vzniká nový styl – moombahton. Dále jsou v oblibě různé mixy elektro housu a reggaetonu. Reggaeton je přetvářen na původní styl house s opakovanými výraznými pasážemi, ovšem s elektro >nástroji<. Typičtí jsou dýdžejové jako například DJ TAO, DJ YAYO, DJ Peligro.
h) reggaeton dancehall – dancehall je obecně příbuzný styl reggaetonu. Bývá za něj také často zaměňován. Je oblíbený jako taneční hudba a často se vytvářejí mixy těchto dvou stylů pro taneční sestavy. Reggaeton tvoří rychlejší beatový podtext a dancehall nadstavbu. Dancehall ovšem vynechává pravidelný čtyřtaktový beat.
i) reggaeton instrumentala – jedná se o instrumentální skladby, ve kterých dominují pravidelné, pro reggaeton charakteristické beaty.
j) reggaeton latin-oriental – navazuje na reggeton instrumentala. Jakýsi „výtažek“ z jeho hudebního základu je vložen například do arabských písní v kombinaci s typickými orientálními nástroji. Dále slouží jako základ pro rumunské skladby, které jsou označovány jako „kuchek“. Například Florin Dragusin. I některé rumunské styly jsou příbuzné reggaetonu – například Florin Salam. Vznikají též kombinace s indickou hudbou.
k) reggaeton lento – tento styl je nejnovější. V překladu „pomalý“, s sebou nese lehký popový základ, který je zvýrazněn tuhým beatovým podtextem. Za interprety tohoto stylu lze označit téměř celou moderní Latina scénu, např. Maluma, Shakira, J Balvin, Álvaro Soler, Faruko, Ozuna a další dnešní producenti reggaetonu.

## Nejvýznamnější tvůrci 21. století
- Don Omar
- Enrique Iglesias
- Pedro Capo
- Luis Fonsi
- Alvaro Soler
- CNCO
- Nicky Jam
- Farruko
- Chino & Nacho
- Ozuna
- Daddy Yankee
- Wisin y Yandel
- Bokmajster
- Bad Bunny
- J Balvin
- Anuel AA
- Calle 13

## Zakladatelé reggaetonu
- Ivy Queen
- Rowel y Yandee
- Tito el Bambino
- The Noice
- Daddy Yankee
- Don Omar – Danza Kuduro
- Wisin y Yandel
- Shakira (zasadila se o proslavení)
- Pedro Capo – Calma
- Nicky Jam – El Perdon, El Amante
- Enrique Iglesias